# Alexandre Révérend
 (octobre 2018).
- Si vous ne connaissez pas le sujet, laissez ce bandeau (vous pouvez alors contacter les auteurs).
- Si vous supprimez le contenu mis en cause (vous pouvez préalablement contacter les auteurs),

argumentez précisément cette suppression dans la page de discussion
(un manque de référence n'est pas un argument ; une recherche réelle de référence doit avoir été effectuée, être formellement documentée).
 (octobre 2018).
 (octobre 2018).
Si vous disposez d'ouvrages ou d'articles de référence ou si vous connaissez des sites web de qualité traitant du thème abordé ici, merci de compléter l'article en donnant les références utiles à sa vérifiabilité et en les liant à la section « Notes et références ».
Alexandre Révérend, né le 21 novembre 1958 à Suresnes, dans les Hauts-de-Seine, est un chanteur, écrivain et scénariste français.
Pianiste, auteur, compositeur, il est le petit-fils de l'acteur Camille Guérini.
Il est le père de la scénariste et comédienne Alice Révérend et du chanteur Hazelord dont la mère est l'actrice Annie Milon.

## Biographie
À 17 ans, il enregistre un premier album de chansons. Trois autres albums vont suivre (Chansons d'une grande banane alitée, Les sorcières de Calais, Sixième soleil) jusqu'à l'arrêt volontaire de sa courte carrière en 1984 à l'issue d'une série de concerts au Théâtre de la Ville à Paris.
En 1985, il retrouve à Oxford les mélodies originales des chansons d’Alice au pays des merveilles et en fait un spectacle musical, Le Sacre d’Alice, monté au Théâtre de la Ville, dans lequel il joue et chante le rôle de l'auteur anglais Lewis Carroll.
L'année suivante, il traduit, annote et préface un texte inédit de Lewis Carroll Isa visite Oxford (Actes Sud), avant de devenir l'un des trois collaborateurs de Jean Gattégno pour l'ouvrage de La Pléiade consacré à l'auteur d’Alice.
En 1990, il signe le livret du ballet Ana de Régine Chopinot, une adaptation de De l'autre côté du miroir mise en musique par Cyril de Turckheim, costumes de Jean-Paul Gaultier.
Il est le coauteur du livre Les Bonbecs (Syros Alternatives), de Ferme ta boîte à camembert, puis de Tu l'ouvriras pour le dessert, collectages d’expressions de cours de récréation, parus chez Ramsay, réédites en un seul volume (2002).
Sous le pseudonyme de Bernard Rissoll, il a écrit en compagnie de Cyril de Turckheim de nombreuses chansons de générique de dessins animés (Signé Cat's Eyes, Les Petits Malins, Denver, le dernier dinosaure, Super Durand, Nell…) devenues cultes pour toute une génération.
Il compose des signatures et thèmes musicaux pour la radio Europe 2 en 1993 et 1994, reprenant les 5 notes identifiants la station dans chacune de ses compositions.
Alexandre Révérend est également l'auteur d'un roman, Le Pays du bout du lit (Gallimard), qui a reçu le Prix 12/14 au salon du livre de Brive en 2004.
Dupuy-Berberian ont rendu hommage à ce roman en le plaçant entre les mains de Henriette, l'un de leurs célèbres personnages de bandes dessinées. Un soir, à la suite de la lecture de ce livre, Henriette rejoint un passage sous les draps de son lit. (Esprit, es-tu là ?, éd. Les Humanoïdes Associés).
Il est le scénariste de Elle veut changer Noël, Une nuit au grand magasin et le calendrier infernal, les trois derniers albums de bandes dessinées de la collection Le Petit Monde du Père Noël créés par Lewis Trondheim et dessinés par Thierry Robin.
Depuis 1998, il travaille comme directeur d'écriture dans le dessin animé. On lui confie ainsi l'adaptation et la direction d'une dizaine de séries (Drôles de petites bêtes, L'Apprenti Père Noël, SamSam, La Fée Coquillette, Vic le Viking, Anatole Latuile 2, Crayons, Sam & Julia, Les Triplés 2…) ainsi que la production artistique de Les Rois et Reines. Il est le créateur de trois séries d'animation : Woofy, L'Apprenti Père Noël et Flatmania. Par ailleurs, il est le scénariste de plus de deux cent épisodes de dessin animés.
En 2008, il chante en s'accompagnant au piano La Femme aux bijoux en compagnie de l'acteur Ulrich Tukur dans Séraphine, le film multi-césarisé de Martin Provost.
Collaborateur de Claude Ponti pour l'écriture d'un projet de long métrage tiré de l'album L'Écoute-aux-portes, Alexandre Révérend est le co-scénariste de Kérity, la maison des contes de Dominique Monféry, long métrage d'animation (graphisme de Rebecca Dautremer) primé au Festival d'Annecy 2010.
Il est le scénariste de L'Apprenti Père Noël, et le co-scénariste de L'Apprenti Père Noël et le Flocon magique, deux longs métrages d'animation de Luc Vinciguerra qui ont réuni près de 1 400 000 spectateurs dans les salles.
En 2016, il crée l'Agence de Tourisme Temporel Vernonnaise en compagnie de Nicolas Deschamps. Cette association propose des virées virtuelles dans le temps au travers d'articles historiques, extraction de la mémoire locale et photos retrouvées concernant la ville de Vernon (Eure). Rassemblant une base de données considérable faite de plans, films et documents photographiques, les deux compères se sont lancés dans la reconstitution 3D du visage qu'avait la ville martyre avant les bombardements de Juin 1940. À partir de ces maquettes représentant divers quartiers de Vernon, Alexandre Révérend écrit des excursions temporelles scénarisées et les réalise sous forme de courts métrage en réalité virtuelle.
Fin 2021, il remonte son tour de chant en compagnie de 12 musiciens pour une soirée unique dans la ville de Vernon, là où toutes ses chansons avaient été composées. Ce récital donne lieu à la sortie d'un cinquième album intitulé Evadé du Présent; une manière de boucler la boucle, et de dire définitivement adieu à la chanson.
Alexandre Révérend adapte pour la télévision l’univers de Karina Schaapman (Mouse Mansion) donnant lieu à la production de Sam et Julia, une série animée de 78 épisodes diffusée sur France Télévisions. Cette série réalisée par Régis Vidal, et dont il a dirigé l’écriture, reçoit le Prix Crossmedia 2024 à la foire de Bologne (Italie), puis le Pulcinella Award 2024 au festival Cartoons on the Bay, avant d’être sélectionné en compétition au festival international d’animation d’Annecy 2024.

## Discographie
- 1977 - Alexandre Révérend (album)
- 1980 - Chansons d'une grande banane alitée (album) [24]
- 1982 - Les Sorcières de Calais (album)
- 1984 - Sixième soleil (EP 6 titres)
- 2020 - La chanson de Vernon (single)
- 2022 - Évadé du Présent (double album live) [25]
- 2024 - Théâtre de la Ville, Paris, 1984 (album live) [26]

## Scène
- 1978 : Printemps de Bourges [27]
- 1979 : Le Lucernaire (Paris)
- 1980 : Le Point-Virgule (Paris)
- 1981 : Comédie de Paris - L'Espace Gaité (Paris) - Théâtre du Rond-Point (Paris) - Palais des Glaces (Paris)
- 1982 : Théâtre des Faux-Nez (Lausanne) - Olympia (Paris) - Bobino (Paris)
- 1983 : Théâtre 140 [28](Bruxelles)
- 1984 : Théâtre de la Ville [29]
- 1984 : Le Zénith (Paris), participation à un concert pour Amnesty International [30]
- 1985 : Le Botanique (Bruxelles)
- 1985 : Théâtre de la Ville, Le Sacre d'Alice (Paris) [31]

## Livres
- Lewis Carroll, Isa visite Oxford (traduction, notes et préface du texte inédit), Actes Sud, 1988 [32].
- « Le Parquet de Croft », « Carroll et Musique », « Le Nombre 42 » (articles consacrés à Lewis Carroll), dans la revue Europe.
- « Lettres inédites de Lewis Carroll à Savile Clarke » (présentation, choix et traduction), article dans L'Autre Journal, décembre 1990.
- « Les Fées photographiées », article dans L'Autre Journal.
- Lewis Carroll (traduction, notes et collaboration), Bibliothèque de la Pléiade, Gallimard. 1990 [33].
- Les Bonbecs [34] (avec Anna Rozen), Syros.
- Ferme ta boîte à camembert [35], puis Tu l'ouvriras pour le dessert [36] (avec Camille Saféris), Ramsay, septembre 2002, réédités en un volume.
- Le Pays du bout du lit [37] (roman), Gallimard Jeunesse / Giboulées. Prix 12/14 au Salon du livre de Brive 2004 [38].
- Elle veut changer Noël (scénariste BD), collection Le Petit Monde du Père Noël, Dupuis.
- Une nuit au grand magasin (scénariste BD), collection Le Petit Monde du Père Noël, Dupuis.
- Le Calendrier infernal (scénariste BD), collection Le Petit Monde du Père Noël, Dupuis.
- Trois albums adaptés du film d'animation L'Apprenti Père Noël, collection Père Castor, Flammarion.
- Le Château Saint-Lazare, étude historique parue dans le numéro 36 de la revue du Cercle d'Etudes Vernonnais
- Secrets et mystères de Vernon, La Tour Verte / Histoire et Patrimoine, novembre 2019
- Vernon retrouvé / Photographies 1860-1940, La Tour Verte / Histoire et Patrimoine, novembre 2020
- Extravaganza ! , éditions Attv, avril 2023

## Cinéma
- Kérity, la maison des contes, coscénariste du long-métrage réalisé par Dominique Monféry, graphisme Rébecca Dautremer, (La Fabrique, Gaumont Alphanim). Mention spéciale du jury au Festival international du film d’animation d’Annecy 2010 [39]- Prix du public au Festival de Buenos Aires Nueva Mirada 2010[40] - Prix Marcinek 2010 en Pologne - Château de Bronze 2010 au festival Castellinaria, Suisse.
- L'Apprenti Père Noël (film, 2010), scénariste du long-métrage réalisé par Luc Vinciguerra, (Gaumont Alphanim). Prix UNICEF au Festival international du film d’animation d’Annecy 2011[41].
- L'Apprenti Père Noël et le Flocon magique, coécrit avec Luc Vinciguerra, (Gaumont Alphanim). Prix du Public Mon Premier Festival 2013[42].

## Télévision
- Alice de l'autre côté du Miroir, adaptation du roman de Lewis Carroll en dessin animé de 26 minutes (Storimages/FR3), 2003
- Titeuf
- Les Minijusticiers saison 2
- Vic le Viking
- Drôles de petites bêtes
- SamSam
- SamSam saison 2
- L'Apprenti Père Noël
- Les Triplés saison 2
- Sam et Julia
- Anatole Latuile saison 2
- La Fée Coquillette
- Kaeloo
- Woofy
- Paco, Nouky et Lola
- Manon
- La Mouche
- Fracasse
- Nez de fer, le chevalier mystère
- Les Rois et les Reines
- Tristan et Iseult
- Les mille et une nuits
- Les Copains de la forêt
- Quatre z'yeux
- Adibou

## Récompenses
- 1982 - Grand Prix du Festival de Spa [43]
- 2004 - Prix 12/14 au Salon du Livre de Brive [44]
- 2022 - Prix SACD Auteur Animation 2022[45]